# Colonia y Protectorado de Gambia
Colonia y Protectorado de Gambia (en inglés: Gambia Colony and Protectorate) fue un territorio africano del Imperio británico durante la era del Nuevo Imperialismo. Estaba dividida, como lo dice su nombre, en una colonia y un protectorado de diferente administración. La colonia era la zona rodeada por la capital, Bathurst (actual Banjul), y el protectorado (que sería instaurado en 1894), cubría zona interior rodeando el Río Gambia. Durante diversos períodos de su existencia, la colonia estuvo sometida a la autoridad de la colonia de Sierra Leona. Sin embargo, a partir de 1888 se convirtió en una colonia propiamente dicha con un gobernador nombrado por el gobierno británico.
Los límites claros de la posesión británica (un enclave virtual dentro del Senegal francés) fueron un punto de conflicto entre las dos potencias. En diversas ocasiones el gobierno británico intentó, sin éxito, intercambiar Gambia a los franceses a cambio de otras posesiones, como la parte superior del Río Níger.
Francia y el Reino Unido acordaron en 1889, inicialmente, establecer el límite formal de la colonia seis millas al norte y al sur del río y del este a Yarbutenda, el punto navegable más lejano en el río Gambia, lo cual sería un preámbulo para la creación de una comisión anglo-francesa que diseñara las fronteras definitivas. Sin embargo, a su llegada al lugar en 1891, la comisión de límites encontró la resistencia de los pueblos nativos, cuyos líderes locales rehusaron dividir el territorio. Barcos británicos debieron bordear el río para obligar a los gambianos a retroceder.
La colonia y el protectorado se mantuvieron hasta el 18 de febrero de 1965, cuando Gambia se convirtió en un estado independiente bajo la forma de un Reino de la Mancomunidad con Dawda Jawara como Primer ministro.

## Economía

### Alimentos
La economía de Gambia, al igual que otros países africanos en el tiempo, fue muy fuertemente orientada hacia la agricultura. La confianza en el negocio del maní se hizo tan fuerte que se compone casi la totalidad de las exportaciones, lo que hace a la economía vulnerable. Los manís eran el único producto sujeto a derechos de exportación; lo cual dio como resultado el contrabando ilegal del producto a Senegal.
Durante el período colonial, se hicieron intentos de desarrollar y aumentar un mayor comercio de otros productos. La Corporación del Desarrollo Colonial creó el "Esquema Aves de Gambia", que pretendía producir veinte millones de huevos y un millón de libras de carne por año. Las condiciones eran, sin embargo, desfavorables, y la fiebre tifoidea mató a gran cantidad de pollos, ocasionando críticas a la Corporación.

### Transporte
El río Gambia fue la principal vía de navegación y el transporte terrestre, con un puerto en Bathurst. La red de carreteras se concentró principalmente alrededor de Bathurst, con las áreas restantes en gran medida conectadas por caminos de tierra. El único aeropuerto estaba en Yundum, construido durante la Segunda Guerra Mundial y posteriormente usado para vuelos de pasajeros. British South American Airways y British Overseas Airways Corporation movieron sus servicios brevemente a Dakar, que tenía una pista de hormigón. Sin embargo, el aeropuerto de Yundum volvió a construirse en 1963 y en la actualidad sigue en funcionamiento.